# Gabrovo (tỉnh)
Gabrovo là một tỉnh nhỏ ở trung tâm của Bulgaria.

## Các đô thị
- Gabrovo
- Dryanovo
- Sevlievo
- Tryavna

## Thành phố chính
Gabrovo là thành phố chính của tỉnh Gabrovo. Thành phố này nổi tiếng về sản phẩm da và dệt, do đó thành phố được mệnh danh là "Manchester của Bulgaria".
Gabrovo đối với người Bulgari nổi tiếng vì tính cách trào phúng của người dân thành phố này.
Lễ hội hài hước và châm biếm được tổ chức vào tháng 5 với các nghệ sĩ đeo mặt nạ, ca nhạc dân gian, phim hoạt hình.